# Jiří Balcar
Jiří Balcar (26. srpna 1929 Kolín – 28. srpna 1968 Praha) byl český grafik, malíř, ilustrátor, typograf a kreslíř. Proslavil se především tvorbou filmových plakátů a knižních obálek. Ve své rozsáhlé malířské a grafické tvorbě jako jeden z mála kriticky reflektoval stav československé společnosti. Působil v redakci časopisu Květen.

## Život
Jiří Balcar se narodil do rodiny kolínského lékaře Emiliana Balcara. Byl jedním ze dvou synů, na které měl ovšem otec velké nároky a rodinná situace byla velmi vyhrocená. V roce 1945 spáchal jeho otec sebevraždu, což mladého Balcara silně zasáhlo.
Studoval gymnázium v Kolíně, jehož studium zakončil roku 1948 maturitou. Poté je přijat na Vysokou školu uměleckoprůmyslovou a současně na Filozofickou fakultu Univerzity Karlovy, kterou však po roce studia opouští, aby se mohl naplno věnovat umění. Vysoká škola uměleckoprůmyslová je ale zrušena a Balcar je nucen přejít do ateliéru Františka Muziky. Studia ukončil roku 1953 a téhož roku se oženil s Jaromírou Hájkovou. K závěru svého života často cestoval do zahraničí, zejména do Spojených států amerických.
Zemřel při tragické automobilové nehodě v Praze roku 1968. Pohřben byl na městském hřbitově v Kolíně.

## Dílo
Balcarova tvorba začala již během studia na kolínském gymnáziu, kdy se pokoušel o tvorbu suchou jehlou. Dále na počátku padesátých let, kdy byl stále ještě studentem, se jeho tvorba zintenzivnila, ale stále byl neznámým umělcem. Během tohoto období byly hlavními tématy jeho děl člověk a lidská společnost. Začal také začleňovat typografii do svých děl, což se později pro jeho tvorbu stalo typickým znakem. V polovině padesátých let působil jako redaktor časopisu Květen. Byla to pro něj jedinečná možnost dostat se do kontaktu se staršími a zkušenějšími umělci. Zároveň se díky tomu dostal do povědomí veřejnosti. Zvrat v jeho tvorbě přišel po návštěvách zahraničních výstav Expo 58 v Bruselu a Padesát let moderního umění. Tyto výstavy způsobily, že přešel z domácích tendencí na evropské.

## Výstavy

### Vlastní výstavy
- 2009 – Jiří Balcar: Těžko popsatelná společnost, Letohrádek Ostrov, Ostrov nad Ohří
- 2001 – Jiří Balcar: Grafika 1960–1965, Galerie Ztichlá klika, Praha
- 1987 – Z díla Jiřího Balcara, Regionální muzeum Kolín, Atriová síň, Kolín
- 1979 – Jiří Balcar: The Archives of an Artist, Jacques Baruch Gallery, Chicago
- 1975 – Z díla Jiřího Balcara, Malá galerie Vysoké školy veterinární, Brno
- 1973 – Jiří Balcar: Grafická tvorba, Dům pánů z Kunštátu, Brno
- 1970 – Jiří Balcar: Graphics, Jacques Baruch Gallery, Chicago
- 1959 – Jiří Balcar: Obrazy, kresby, grafika, Výstavní síň ČFVU – Purkyně, Praha[7]

### Skupinové výstavy
- 2008 - Pohledy do sbírek Severočeské galerie výtvarného umění v Litoměřicích, Severočeská galerie výtvarného umění v Litoměřicích, Litoměřice
- Moderní a poválečné umění, současné umění, fotografie, Galerie 5. patro, Praha[8]
- Lettrismus: Předchůdci a následovníci, Galerie moderního umění v Roudnici nad Labem, Roudnice nad Labem
- 1988 - Krajina Českého ráje ve výtvarném umění, Krajská galerie, Hradec Králové
- Twenty Years of Czechoslovak Art: 1968–1988. A Tribute to Jacques Baruch, Jacques Baruch Gallery, Chicago
- 1958 - 2. výstava Skupiny Máj 57, Palác Dunaj, Praha[9]